# Левітіна Ірина Соломонівна
Ірина Соломонівна Левітіна (рос. Ирина Соломоновна Левитина, англ. Irina Levitina; (8 червня 1954) — радянська, пізніше американська шахістка, гросмейстер серед жінок від 1976 року. Заслужений майстер спорту СРСР (1986), претендентка на звання чемпіонки світу. Чотири рази брала участь у чемпіонатах світу з шахів. Ірина Левітіна також є чотирикратною чемпіонкою світу з бриджу.

## Біографія та спортивні досягнення
У 70-х та 80-х роках ХХ століття Ірина Левітіна належала до числа найсильніших шахісток світу. У 1976 році отримала титул гросмейстера серед жінок. Уперше Ірина Левітіна взяла участь у відбіркових матчах чемпіонату світу з 1973 року, коли розділила 2—5 місця на міжзональному турнірі на острові Менорка. У 1974 році Ірина Левітіна переграла Валентину Козловську 6½—5½ в півфіналі першості світу в Кисловодську, але у 1975 році вона поступилась Нані Александрії 8—9 у фінальному матчі в Москві. У 1977 році вона поступилась Аллі Кушнір у чвертьфіналі першості світу в Дортмунді. У 1982 році посіла 2 місце на міжзональному турнірі в Тбілісі, та отримала путівку до наступного етапу відбору до матчу на першість світу, в якому досягла свого найбільшого успіху в житті. Спочатку в 1983 році у Львові Левітіна перемогла Нону Гапріндашвілі 6—4, пізніше у Дубні — Нану Александрію (7½—6½), а у фінальному матчі претенденток, який проходив у Сочі в 1984 році — Лідію Семенову (7—5). у цьому ж році у Волгограді в матчі на першість світу зустрілася з Маєю Чибурданідзе, але цей матч програла з рахунком 5—8, і здобула титул віце-чемпіонки світу. У новому відбірковому циклі в 1986 році грала у турнірі претенденток у Мальме, проте посіла на ньому лише 7 місце (переможцем турніру тоді стала Олена Ахмиловська). Наступного року втретє виборола право на продовження боротьби за титул претендентки на шахову корону, посівши друге місце на міжзональному турнірі у Смедеревській Паланці. У 1988 році посіла високе третє місце на турнірі претенденток у Цхалтубо. Востаннє на міжзональному турнірі Ірина Левітіна виступила у 1991 році в Суботиці, де розділила 3—4 місця, і в черговий раз виборола путівку на турнір претенденток. Цей турнір відбувся у 1992 році в Шанхаї, і на ньому Левітіна посіла6  місце (перемогла на турнірі Жужа Полгар).
Ірина Левітіна чотири рази виборювала титул чемпіонки Радянського Союзу — у 1971, 1978 (разом із Лідією Семеновою), 1979 та 1980/81. Керівництво радянської шахової федерації не допустило Левітіну на міжзональний турнір у 1979 році в Ріо-де-Жанейро у зв'язку із тим, що її брат репатріювався із СРСР до Ізраїлю.
Після еміграції до США Ірина Левітіна була чемпіонкою США 1991 року (разом з Естер Епштейн), 1992 та 1993 року (разом із Оленою Дональдсон-Ахмиловською).
Ірина Левітіна є також чотикратним призером шахових олімпіад: тричі вигравала золото у 1972, 1974 та 1984 роках, а у 1988 — срібну медаль (усі у складі збірної СРСР).
За час своєї шахової кар'єри Ірина Левітіна неодноразово вигравала міжнародні шахові турніри, серед яких перемоги на турнірах у Ленінграді (у 1972 та 1988 роках), Тімішоарі (1973 рік), Белграді (1977 році), Москві (1979 році), Наленчові (1984 році), Варшаві (1986 році) і Сочі (1988 році).
Найвищого рейтингу Ірина Левітіна досягла 1 липня 1993 року, і з результатом 2425 займала 11 місце у рейтингу ФІДЕ та перше місце серед американських шахісток.

## Досягнення у шахах
| Рік     | Місто                | Турнір                                                              | +   | −   | =   | Результат    | Місце |
| ------- | -------------------- | ------------------------------------------------------------------- | --- | --- | --- | ------------ | ----- |
| 1969    |                      | Чемпіонат СРСР (серед дівчат)                                       |     |     |     | з            | 1     |
| 1970    |                      | 30-й чемпіонат СРСР (серед жінок)                                   | 6   | 6   | 7   | 9½ з 19      | 10-12 |
| 1971    |                      | 31-й чемпіонат СРСР (серед жінок)                                   | 11  | 2   | 6   | 14 з 19      | 1     |
| 1972    | Скоп'є               | 5-та шахова олімпіада                                               | 5   | 0   | 1   | 5½ з 6       |       |
|         | Ленінград            | Міжнародний турнір                                                  |     |     |     | з            | 1-2   |
|         | Тольятті             | 32-й чемпіонат СРСР (зональний турнір)                              | 9   | 5   | 5   | 11½ з 19     | 2-4   |
| 1973    | о. Менорка           | 2-й міжзональний турнір                                             | 9   | 2   | 8   | 13 з 19      | 2-5   |
|         | Будапешт             | Міжнародний турнір                                                  |     |     |     | з            | 1     |
|         | Тімішоара            | Міжнародний турнір                                                  |     |     |     | з            | 1     |
| 1974    |                      | 6-та олімпіада                                                      | 7   | 1   | 2   | 8 з 10       |       |
|         | Кисловодськ          | Матч претенденток проти Валентини Козловської (півфінал)            | 4   | 3   | 5   | 6½ з 12      |       |
| 1975    | Москва               | Матч претенденток проти Нани Александрії (фінал) Додаткові 5 партій | 3 0 | 3 1 | 6 4 | 6 з 12 2 з 5 |       |
|         | Галле                | 9-й міжнародний турнір                                              | 5   | 0   | 6   | 8 з 11       | 1-3   |
| 1976    |                      | 36-й чемпіонат СРСР (серед жінок)                                   | 6   | 6   | 5   | 8½ з 17      | 9-11  |
| 1977    | Дортмунд             | Матч претенденток проти Алли Кушнір (чвертьфінал)                   | 2   | 5   | 2   | 3 з 9        |       |
|         | Белград              | Міжнародний турнір                                                  |     |     |     | з            | 1-2   |
| 1978    | Миколаїв             | 38-й чемпіонат СРСР (серед жінок)                                   | 9   | 1   | 7   | 12½ з 17     | 1-2   |
| 1979    | Тбілісі              | 39-й чемпіонат СРСР (середи жінок)                                  | 9   | 1   | 7   | 12½ з 17     | 1     |
|         | Москва               | Міжнародний турнір                                                  |     |     |     | з            | 1-2   |
| 1980/81 | Алма-Ата             | 40-й чемпіонат СРСР (серед жінок)                                   | 9   | 0   | 6   | 12 з 15      | 1     |
| 1981    | Івано-Франківськ     | 41-й чемпіонат СРСР (серед жінок)                                   | 5   | 5   | 7   | 8½ з 17      | 9-11  |
| 1982    | Тбілісі              | 5-й міжзональний турнір                                             | 5   | 0   | 9   | 9½ з 14      | 2     |
| 1983    | Львів                | Матч претенденток проти Нони Гапріндашвілі (чвертьфінал)            | 6   | 4   | 0   | 6 з 10       |       |
|         | Яйце                 | Міжнародний турнір                                                  | 4   | 1   | 4   | 6 з 9        | 3     |
|         | Сочі                 | Міжнародний турнір                                                  |     |     |     | з            | 2-3   |
|         | Дубна                | Матч претенденток проти Нани Александрії (півфінал)                 | 5   | 4   | 5   | 7½ з 14      |       |
| 1984    | Сочі                 | Матч претенденток проти Лідії Семенової (фінал)                     | 4   | 2   | 6   | 7 з 12       |       |
|         | Волгоград            | Матч на першість світу проти Майї Чибурданідзе                      | 2   | 5   | 6   | 5½ з 14      |       |
|         | Будапешт             | Міжнародний турнір                                                  | 9   | 0   | 5   | 11½ из 14    | 1     |
| 1985    | Беїле-Херкулане      | Міжнародний турнір                                                  |     |     |     | з            | 1-2   |
|         | Яйце                 | Міжнародний турнір                                                  |     |     |     | з            | 1-2   |
|         | Тбілісі              | Міжнародний турнір                                                  |     |     |     | з            | 3-4   |
| 1986    |                      | 26-та шахова олімпіада                                              | 3   | 1   | 7   | 6½ з 11      |       |
|         | Мальме               | Турнір претенденток                                                 | 4   | 6   | 4   | 6 з 14       | 7     |
| 1987    | Смедеревська-Паланка | 7-й міжзональний турнір Додатковий матч-турнір                      | 8   | 2   | 5   | 10½ з 15 з   | 2-4 2 |
|         | Яйце                 | Міжнародний турнір                                                  |     |     |     | з            | 1     |
|         | Алма-Ата             | Міжнародний турнір                                                  |     |     |     | з            | 2-3   |
| 1988    | Салоніки             | 28-ма олімпіада                                                     | 6   | 2   | 3   | 7½ з 11      |       |
|         | Цхалтубо             | Турнір претенденток                                                 |     |     |     | 8 з 14       | 3-4   |
| 1990    | Маніла               | 30-та шахова олімпіада                                              | 6   | 4   | 2   | 7 з 12       |       |

## Кар'єра у бриджі
У 1997 році Ірина Левітіна закінчила шахову кар'єру та стала професійним гравцем у бридж. У бриджі вона досягла значних успіхів на світовій арені, у тому числі у 1996 та 2000 роках стала переможцем олімпіад із бриджу, у 2002 році — титул командного чемпіона світу з бриджу, а у 2002 році — чемпіонкою світу в парних змаганнях. Окрім цього, Левітіна 5 разів ставала чемпіонкою світу з бриджу. Ще у 1986 році Ірина Левітіна виграла Alpwater Award, який вручається найкращим гравцям року, і стала першою із громадян колишнього СРСР, кому вручена ця почесна відзнака у бриджі.